# Jean-Baptiste Dumas
Jean Baptiste Dumas, född den 15 juli 1800 i Alès, död den 11 april 1884 i Cannes, var en fransk kemist och politiker. Han var måg till Alexandre Brongniart.
Dumas blev 1823 lärare vid Polytekniska skolan i Paris samt därefter professor vid Sorbonne. År 1832 blev han medlem av Franska vetenskapsakademien, vars ständige sekreterare han blev 1868, och 1875 Guizots efterträdare på stol nummer 40 i Franska akademien. 
Efter 1848 års revolution invaldes han i lagstiftande församlingen, där han anslöt sig till majoriteten. År 1851 blev han jordbruks- och handelsminister och efter Napoleon III:s statskupp (2 december samma år) senator.
Dumas arbeten i organisk kemi, hans substitutionsteori samt hans avhandlingar över atomvikt och svaveleter väckte hela Europas uppmärksamhet. Han var en av grundarna av École centrale i Paris 1829.
Dumas invaldes 1838 som utländsk ledamot av Kungliga Vetenskapsakademien. Han tilldelades Copleymedaljen 1843. Hans namn tillhör de 72 som är ingraverade på Eiffeltornet.